# Xian de Haixing
Le xian de Haixing (海兴县 ; pinyin : Hǎixīng Xiàn) est un district administratif de la province du Hebei en Chine. Il est placé sous la juridiction de la ville-préfecture de Cangzhou.

## Démographie
La population du district était de 207 690 habitants en 1999.